# SN 2000es
SN 2000es – supernowa typu II odkryta 16 listopada 2000 roku w galaktyce A040617-0323. W momencie odkrycia miała maksymalną jasność 19,70m.